# Mackie Lake
Mackie Lake är en sjö i Kanada.   Den ligger i provinsen Manitoba, i den centrala delen av landet, 2 200 km nordväst om huvudstaden Ottawa. Mackie Lake ligger 346 meter över havet. Arean är 8,3 kvadratkilometer. Den sträcker sig 7,9 kilometer i nord-sydlig riktning, och 7,0 kilometer i öst-västlig riktning.
Trakten runt Mackie Lake är nära nog obefolkad, med mindre än två invånare per kvadratkilometer.